# A-8083
La carretera A-8083 es una vía perteneciente a la Red Complementaria Metropolitana de Carreteras de la Junta de Andalucía, que une la SE-30 y la Ronda Urbana Norte, en el municipio de Sevilla capital.

## Datos de tráfico
La intensidad media diaria de tráfico superaba los 62.000 vehículos/día en 2011.
La velocidad media en la A-8083 está por debajo de los 80 km/h.

## Conexiones
El trazado de la A-8083 es carretera de doble calzada, pero no cumple todas las normativas para ser autovía. Antiguamente este trazado era parte de la antigua SE-30.